# 疗愈美食

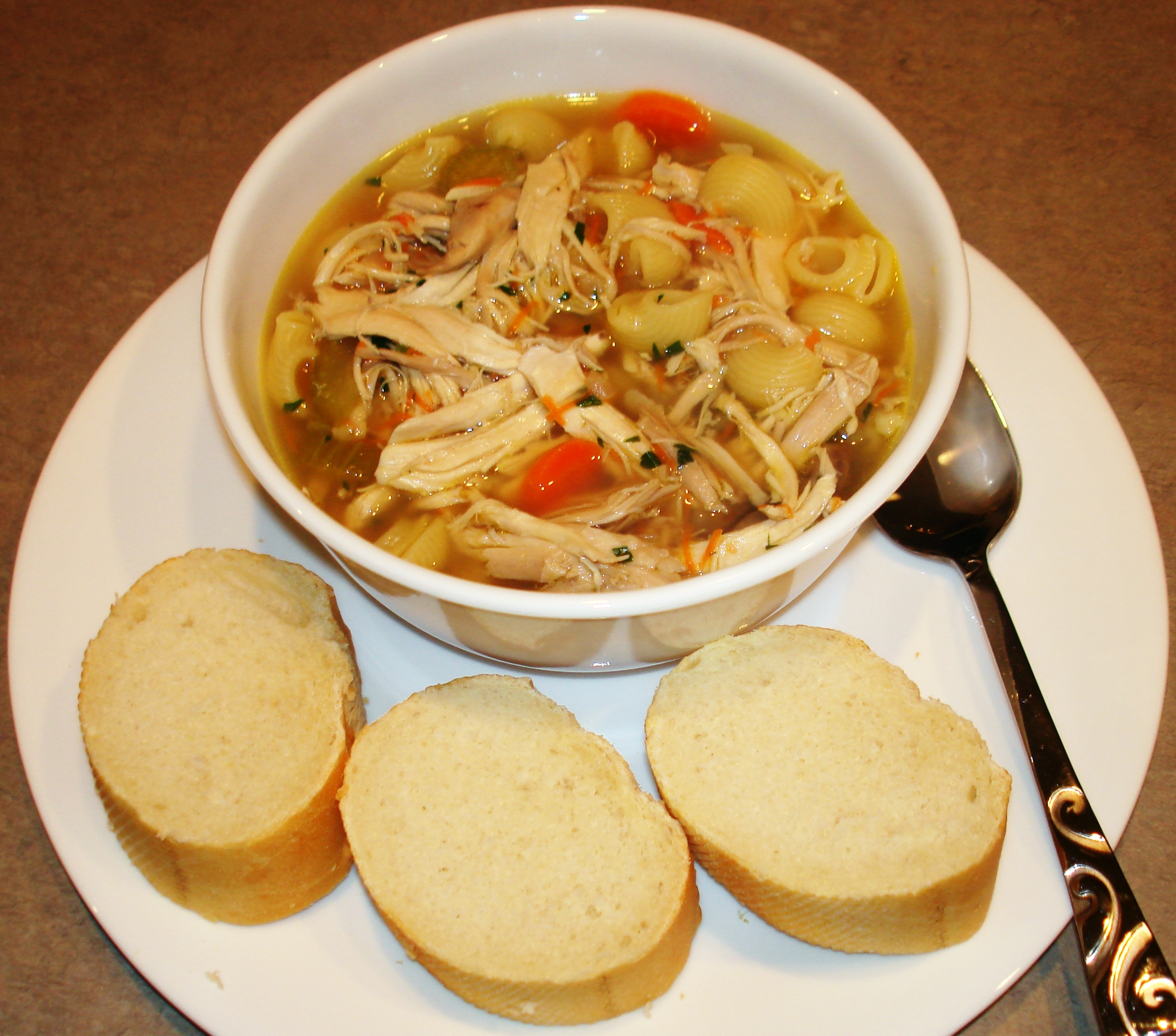
雞湯屬於一種療癒食物

療癒美食是指一些可以撫慰心靈和安撫情緒的食品，常與某些特定的回憶意涵連結，其特點是高热量和高碳水化合物。這一說法最早可以追溯到1966年的棕榈滩邮报。

## 定義與歷史
1966年的棕櫚灘郵報 （the Palm Beach Post ） 敘述：「背負沈重壓力的大人們，以療癒美食來尋求慰藉——和兒時安全感有關的食物，像是母親烹煮的荷包蛋或雞湯。」但牛津字典（ Oxford English Dictionary）定義1977年華盛頓郵報（The Washington Post ）第一次使用comfort food （页面存档备份，存于）這個語彙。在公開訪談中，第一次使用此英文詞彙的人或許是Liza Minnelli。1970年代的美國，最流行的療癒食物為馬鈴薯料理和雞湯，但隨個人喜好產生差異。到了下個世代，流行從美味的鹹食轉換成甜點，comfort food （页面存档备份，存于）也被廣泛使用於餐廳菜單以及食品廣告，延伸了其原本是指獨自在家享用的定義。1990年代後，掀起低碳、低脂的健康飲食風潮，仍抵擋不了療癒食物對人們的魅力，象徵著其所擁有的歸屬感、思鄉情懷，幫助人們抒發壓力、傳遞幸福的感受。

## 相關研究

### 影響

#### 療癒效果
當人們遭遇負面情緒時，可能會增加療癒食物的攝取，來減輕自我的焦慮。心理學研究指出，食用富含卡路里、脂質、高糖高鹽的食物，例如巧克力、冰淇淋和炸薯條，可能會刺激人類大腦的獎勵區域，產生獨特的愉悅以及放鬆感覺，增加血清素和鎮靜物質的分泌。針對大學年輕女性的研究指出，在壓力情況下，僅有三成會選擇健康的飲食，其他人則傾向多吃甜點例如冰淇淋、巧克力、瑪芬、甜麵包、糖果等來舒緩不安。除了食物本身的口感，上桌時呈現的可口樣貌與色彩，散發出的誘人香氣，都是構成生理感官刺激的重要元素。

#### 人際關係
社會心理學方面，研究表示，當人們正在食用、或手裡捧著熱呼呼的湯或茶時，會表現得更溫柔、更具同理心，展現更多的社交親近性。

### 個體差異

#### 性別
情緒對於不同性別的飲食偏好產生相當的差異，快樂正面的感覺會促使男性品嘗療癒食物當作慶祝及犒賞，特別是在獲得成就的時刻；但女性則常在負面情緒的影響或對於環境適應不良之下，像是寂寞、憂鬱或愧疚感，增加含有高熱量、高澱粉或高甜度的食物攝取。

#### 年齡
在各個年齡層對於療癒食物的選擇也有所不同，18至34歲的年輕人偏好冰淇淋與餅乾，而35至54歲的族群則較喜愛義大利麵與熱湯，55歲以上的中老年人則對美味的馬鈴薯泥情有獨鍾。

#### 個人經歷
近年來，部分學者則認為，療癒食物與舊時記憶有關。他們認為，人的口味不是隨機或先天形成的。童年時期食用某種菜餚的記憶，蘊含親情的溫暖，最終會變成個人專屬的療癒食物。這些食物的氣味、口感與外觀，會讓人聯想到過去的美好回憶，提供了情感上的慰藉。

#### 人格特質
心理學家喬登特洛伊西（Jordan Troisi）在2015年的研究指出，有正面關係的人在遇到危機壓力、感到孤獨時，會較偏好從療癒食物中取得慰藉。
該研究目的是想找出人在什麼情況下會最需要療癒食物，首先將不同國家的大學生先依照人際關係特質分成「安全型、焦慮型、逃避型、畏懼型」四個類別，再隨機分成一般組和危機組，危機組被要求回想自己與最親近的人發生爭吵時的場景，然後詳細描述當時的情況與心情；一般組則是被要求在五分鐘內列下住所中的物品和清單。同時，設定本研究的療癒食物為洋芋片，任務完成後，每個同學會得到一份洋芋片，並依照享受程度、美味程度與開心程度評分。結果發現，被分類為安全型的對象，也就是對自己或他人都保持較正面的看法，認為自己是有價值且被愛的一群人，在經過危機組的任務後，對於洋芋片的療癒效果有顯著較高的評價。代表有正面關係的人，在自己遇到危機壓力，或是感到孤獨沒有歸屬感的時候，會較偏好從療癒食物中獲得安慰。
第二部分的研究主要針對孤獨情緒和療癒食物的關聯，大學生被要求接下來的十四天都要在傍晚寫日記，內容需包括自我孤獨情感的評估和飲食狀況，並回答「我今天是否吃了自己所認為的療癒食物」結果與第一個實驗相似，較正向的參與者，在感到孤獨失去歸屬感的時候，吃療癒食物的機率明顯增加。

## 各地的療癒食物
世界上的療癒美食反映出不同的風俗民情及飲食習慣。以下列出各個地區的代表性療癒食物，它們共同的特色為熱食、美味濃郁的口感、豐富的食材種類以及高卡路里，加入起司、奶油、燉肉、澱粉類食材或不同的香料烹調，提供了滿滿的能量與感官享受。
日本：關東煮(Oden)、拉麵
關東煮是日本冬天的暖心料理，將魚板、玉子燒、高麗菜捲、丸子等豐富的食材加入柴魚高湯內燉煮而成的料理。
在19世紀末，日本開始快速工業化，許多工人都喜歡上菜快、份量足的料理。只要熬一大鍋湯底，就能供應一整天的拉麵，正好符合需求。二次大戰後白米難求，用美國麵粉製作的食物，包括拉麵、炒麵、餃子和大阪燒更加風行。
牙買加：阿開木煮鹹魚 (Ackeeandsaltfish)
這道菜是用阿開木果（ackee）、醃鱈魚，蘇格蘭帽椒、番茄及其他香料炒製而成，搭配硬麵包食用。這道料理有牙買加的獨特風味。
加拿大：肉汁奶酪薯条 (Poutine)
將熱騰騰的炸馬鈴薯條裹在鹹香起司肉醬中的料理。
法國：可麗餅 (Crepe)
外皮薄脆、口味香甜、富含濃厚巧克力榛果餡的可麗餅為最受歡迎的療癒食物之一。
西班牙：馬鈴薯蛋餅 (Tortilla española)
類似歐姆蛋的料理，將喜愛的食材包裹在厚蛋裡再用平底鍋熱煎。
墨西哥：鹹味玉米片 (Chilaquiles)
包著酸甜的莎莎醬、墨西哥奶油、燉鹹雞肉、烤豆子與水波蛋的玉米片，一口咬下有多重的口感。
印度：洋蔥薑黃豆粥 (Khichdi)
加入了許多印度特色香料一同烹煮，例如咖哩、孜然等，還有多種蔬菜與肉類。印度有些醫院也會提供Khichdi作為醫院的伙食。對印度人來說，從幼年時期開始，只要身體不舒服時就會吃Khichdi，是最具代表性的印度療癒美食。
瑞典：阿嘎卡卡煎餅 (Äggakaka)
斯堪地納維亞（Scanian）的傳統菜餚，將雞蛋、麵粉等食材製成麵糊，用平底鍋煎出厚約5公分的煎餅。煎餅的上面還會擺上用奶油煎得酥脆的豬五花肉，煎過五花肉的油也會再淋到煎餅上，最後再淋上一點越橘果醬。在過去，阿嘎卡卡煎餅是屬於農場的美食，農人會在工作後坐在田野中享用這種煎餅。
波蘭：波蘭餃子 (Pierogis)
餡料由起司、絞肉、馬鈴薯泥、果肉組成，用平底鍋煎得酥酥脆脆。
希臘：慕莎卡 (Moussaka)
一種類似千層麵的起司白醬茄子料理。
澳洲：香腸卷(Sausagerolls)
原本是英國很受歡迎的小吃，作法隨著英國移民流傳到澳洲。如今，澳洲大多數的咖啡館、加油站販賣部、便利商店以及超市的冷凍櫃中，都可以找到它。在製作上，除了直接使用熱狗或香腸，有些澳洲媽媽們會去除腸衣，在香腸餡裡加入洋蔥、菠菜、胡蘿蔔、大蒜、迷迭香等，做出更有營養與風味的香腸卷給孩子們吃。
台灣：鹹酥雞、滷肉飯、珍珠奶茶
台灣有許多平民美食，其中雞排與珍奶堪稱國民療癒食物代表，鹹甜的搭配帶來幸福感。另外也有肉圓、炒米粉、什錦湯麵、車輪餅等特色小吃。

## 醫學相關

### 另類醫學
近年來療癒食物的概念被應用於特殊療法，藉由緩和鄉愁或引起懷舊情緒，改善老年人因胃口不振或營養不良造成的健康危害，來提升生活品質。

### 成癮性
高熱量、高碳水以及高糖高鹽的食物對人們身心的療癒效果，常引發壓力性或情緒性暴食，或用以作為人生創傷、陰影事件的宣洩出口，其成癮機制與濫用藥物或酒精類似。2013年對食物成癮的研究指出，約有5%的人口罹患了此種飲食失調的疾病，全世界更有超過一億人口有體重過重的情形。
對此營養學家建議以均衡飲食來取代精緻加工食品，確保身體獲得足夠的營養素，進而提升生理機能與抗壓性，預防因生活中的壓力因子而導致的不良飲食習慣。其他像減少咖啡因攝取、喝充足的水以及搭配固定運動也都有助於改善對療癒食物的成癮性，降低焦慮心情影響，並增加免疫力。